# Astropecten duplicatus
Astropecten duplicatus is een kamster uit de familie Astropectinidae. De wetenschappelijke naam van de soort werd in 1840 gepubliceerd door John Edward Gray.

## Synoniemen
- Astropecten variabilis Lütken, 1859[1]